# Lucius Cornelius Chrysogonus
Lucius Cornelius Chrysogonus, vivant à Rome au Ier siècle av. J.-C., était un affranchi de Sylla resté dans l'histoire pour son implication par Cicéron dans le procès consécutif au meurtre du patricien Sextus Roscius, riche citoyen d'Amelia retrouvé assassiné dans le quartier de Subure.

## Éléments biographiques
D'origine grecque, l'affranchi Chrysogonus, favori de Sylla, était chargé des grandes proscriptions de 82 av. J.-C. à la suite de la victoire du parti de Sylla sur celui de Marius à l'issue de la seconde guerre civile. Ayant bâti sa fortune par l'acquisition des biens confisqués, propriétaire d'une villa sur le Palatin et vivant dans une opulence affichée, il avait acheté les propriétés de Sextus, au motif que celui-ci avait été proscrit, puis fait accuser le fils de ce dernier d'être coupable du meurtre de son père. Devant l'indignation des citoyens d'Amelia - Sextus était un fidèle partisan de Sylla et ses propriétés furent vendues à un prix dérisoire grâce à cette proscription posthume, Sextus fut jugé. Pendant le procès, Cicéron, prenant la défense de l'accusé, rejeta les soupçons sur l'affranchi : l'accusé fut acquitté des charges de meurtre, sans toutefois retrouver les propriétés de son père.
Dans sa plaidoirie, Cicéron brosse un portrait à charge du train de vie et de l'aspect de Chrysogonus : .
L'histoire n'a pas conservé de trace de Chrysogonus après ce procès tenu en 80 av. J.-C., ce qui laisse à penser que le portrait brossé par Cicéron, pour les besoins de la cause qu'il défendait, exagère quelque peu l'influence réelle de l'affranchi.

## Vidéographie
- L'affaire Sextus, 81 avant J.C., réal. Dave Stewart, BBC/Discovery Channel, Grande-Bretagne, 2005.